# 新荘機廠
新荘機廠 (中国語: 新莊機廠) は、台湾新北市桃園市新荘区と亀山区の交差点にある迴龍駅の近くに位置する、台北捷運の中和新蘆線の機械工場の1つである。

## 概要
プラント規模:中和新路線列車の第3レベルのメンテナンスを担当する3級の機械工場。
機械工場設備、駐車場(上記は送迎駐車場)、メンテナンス工場(職員事務所、SSS2施設変電所を含む)、C371 400シリーズ留置線、SSS1機械工場施設変電所、主変電所/牽引配電室

## 歴史
- 2012年1月5日使用開始。